# فرانک سالیوان (بازیکن هاکی روی یخ)
فرانک سالیوان (انگلیسی: Frank Sullivan; ۲۶ ژوئیهٔ ۱۸۹۸ – ۸ ژانویهٔ ۱۹۸۹) بازیکن هاکی روی یخ اهل کانادا بود.